# Giovanni Preziosi
Giovanni Preziosi (* 28. Oktober 1881 in Torella dei Lombardi, Provinz Avellino; † 26. April 1945 in Mailand) war ein italienischer faschistischer Politiker und einflussreicher Antisemit. Der Historiker Renzo De Felice nennt ihn „vielleicht den einzigen echten und kohärenten italienischen Antisemiten des 20. Jahrhunderts.“

## Leben

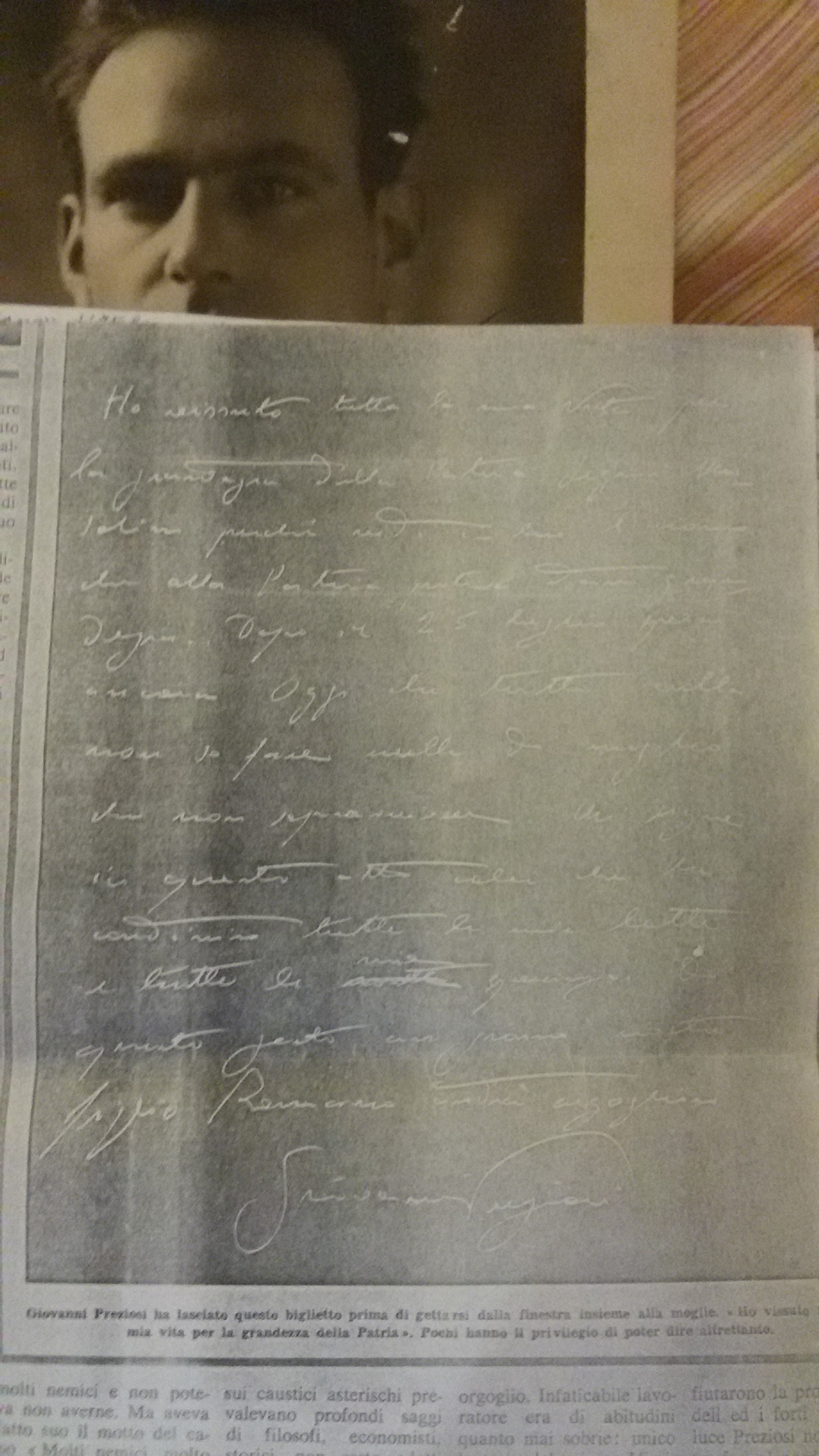
Abschiedsbrief von Giovanni Preziosi, vor seinem Suizid verfasst

Giovanni entstammte einer kleinbürgerlichen, streng katholischen Familie. Sein Vater Aniello besaß ein Textilgeschäft in Torella dei Lombardi, während seine Mutter aus wohlhabenden Verhältnissen stammte. Mit seinen sechs Geschwistern verbrachte Giovanni seine Kindheit in seinem Geburtsort, in dem er später auch Grundeigentum erwarb.
Nach seinem Schulabschluss wurde er Priester, jedoch 1911 im Hinblick auf seine bevorstehende Heirat in den Laienstand zurückversetzt, blieb jedoch sein Leben lang ein Anhänger des konservativen Katholizismus. Er wurde ein Anhänger von Benito Mussolini und nahm 1922 am Marsch auf Rom teil. 1923 unterstützte er den Nationalisten Ettore Tolomei in der Ausarbeitung eines Maßnahmenkatalogs zur Italianisierung Südtirols. Seit dem Ende des Ersten Weltkriegs verstärkte sich sein Antisemitismus, wobei er den Juden „doppelte Loyalität“ vorwarf. Er übersetzte als Erster die gefälschten Protokolle der Weisen von Zion ins Italienische. In der von ihm gegründeten Zeitschrift La vita italiana, die bis 1943 erschien, führte er heftige Angriffe gegen die Banca Commerciale Italiana, weil unter ihren Geschäftsführern Otto Joel und weitere Juden zu finden waren.
In seiner Jugend entwickelte er eine starke Germanophobie und veröffentlichte 1916 sogar ein Buch mit dem Titel Germania alla Conquista dell'Italia („Deutschland bei der Eroberung Italiens“). Er war zunächst auch ein Gegner des Nationalsozialismus, dem er Beschränktheit vorwarf und die Verantwortung zuschob, Europa in die Arme des Kommunismus zu treiben. Nach der Machtergreifung Hitlers befürwortete er jedoch eine enge Zusammenarbeit mit Nazideutschland und kritisierte gelegentlich den italienischen Faschismus wegen angeblich ungenügender antijüdischer Maßnahmen. Nach der Verabschiedung der italienischen Rassengesetze 1938 erschienen seine Artikel in landesweit vertriebenen Zeitungen und erreichten somit ein breiteres Publikum.
Der Sturz Mussolinis am 25. Juli 1943 traf ihn nicht unvorbereitet, zwei Tage später war er bereits in Deutschland und wurde von Hitler empfangen. Während seines mehrmonatigen Aufenthaltes in Deutschland  beriet er Adolf Hitler in italienischen Angelegenheiten, wurde aber auch von Joseph Goebbels empfangen. In dieser Zeit wurde vom Reichssender München ein Programm von ihm ausgestrahlt, das in der Italienischen Sozialrepublik Mussolinis zu hören war und in dem Guido Buffarini-Guidi und Alessandro Pavolini als „Judenfreunde“ angegriffen wurden.
Im März 1944 kehrte Preziosi nach Italien zurück und errichtete als Generalinspektor für die Rasse ein System von Einschränkungen, das nach dem Vorbild der Nürnberger Gesetze aufgebaut war. Führende Faschisten und Nationalsozialisten hielten Preziosi für unfähig, und Mussolini hegte seit langem einen persönlichen Hass gegen ihn, doch durch seine Bemühungen wurde sichergestellt, dass sich der italienische Marionettenstaat an den Maßnahmen des Holocaust beteiligte. Kurz vor Kriegsende beging er Suizid, indem er sich zusammen mit seiner Frau aus dem vierten Stock eines Hauses in Mailand stürzte.

## Veröffentlichungen
- Come il giudaismo ha preparato la guerra. Tumminelli (= Biblioteca della difesa della razza), Roma-Milano 1939.